# Starkegöl
Starkegöl är en sjö i Vetlanda kommun i Småland och ingår i Mörrumsåns huvudavrinningsområde.